# Senggigi

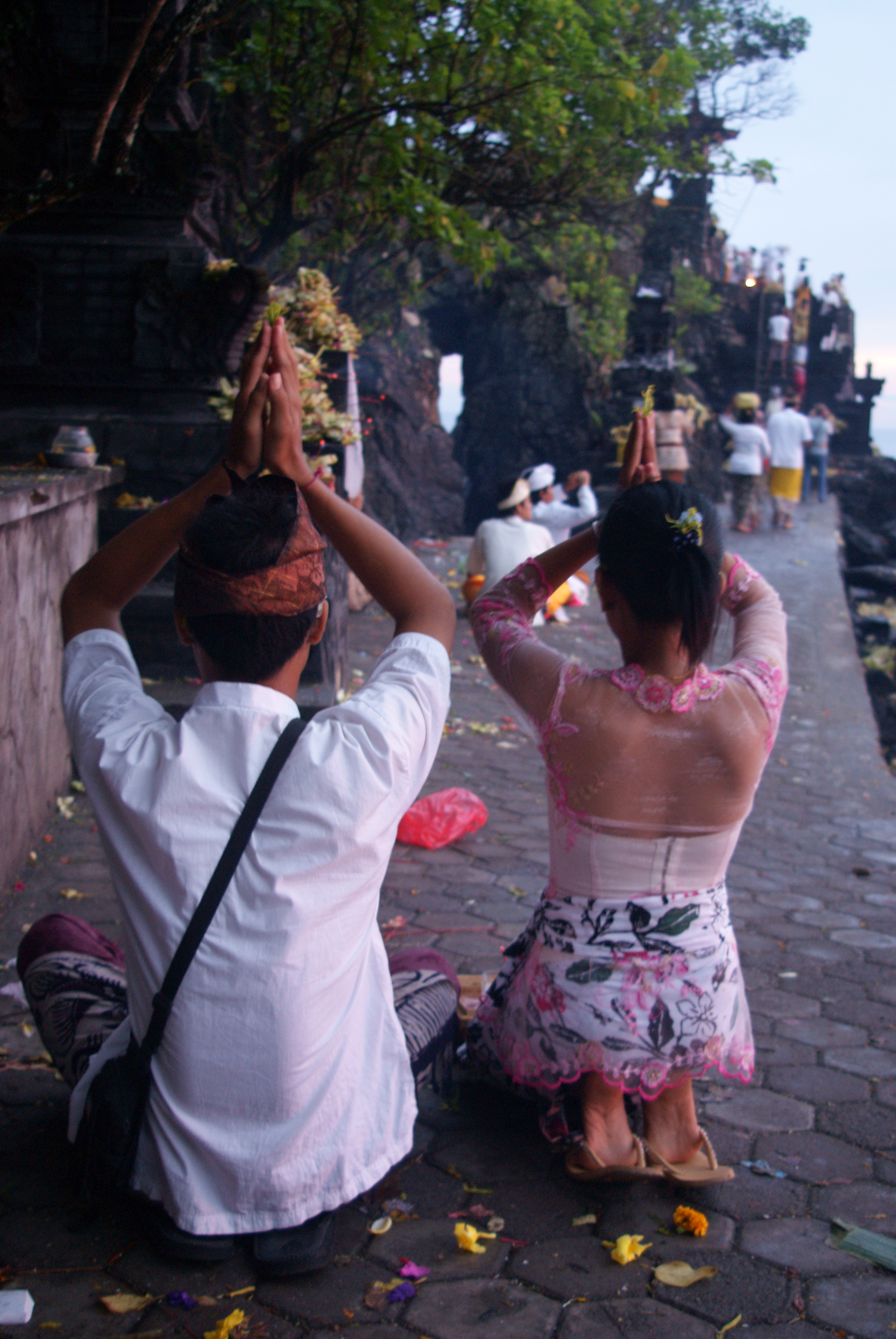
Pura Batubolong, Senggigi (2010).

Senggigi is een plaats in Indonesië, gelegen op het eiland Lombok in de provincie West-Nusa Tenggara. Singgigi is gelegen aan de westkust ten noorden van Mataram. Het is het belangrijkste toeristische gebied van Lombok.